# Herb Magee
Herb Magee (Filadelfia, 20 giugno 1941) è un ex cestista e allenatore di pallacanestro statunitense, membro del Naismith Memorial Basketball Hall of Fame dal 2011 in qualità di allenatore.

## Carriera
Dopo aver giocato nella squadra della West Philadelphia Catholic High School, è passato alla Philadelphia University. Al Draft NBA 1963 è stato selezionato come 62ª scelta dai Boston Celtics.
Magee ha tuttavia preferito dedicarsi alla carriera di allenatore, divenendo vice-allenatore della Philadelphia University (fino al 1999 denominata Philadelphia College of Textiles & Science) dal 1963 al 1967. Nel 1967 è divenuto capo allenatore, ruolo che mantiene ancora oggi.